# Torre Benidorm
La Torre Benidorm è un grattacielo della città di Benidorm in Spagna.

## Storia
I lavori di costruzione dell'edificio, progettato dall'architetto Juan Gardiola Gaya, iniziarono nel 1971 e vennero portati a termine nel 1975.

## Descrizione
La torre, alta 89 metri per 26 piani, si eleva al di sopra di una piattaforma orizzontale occupata da locali commerciali.